# Jean-Pierre Cassel

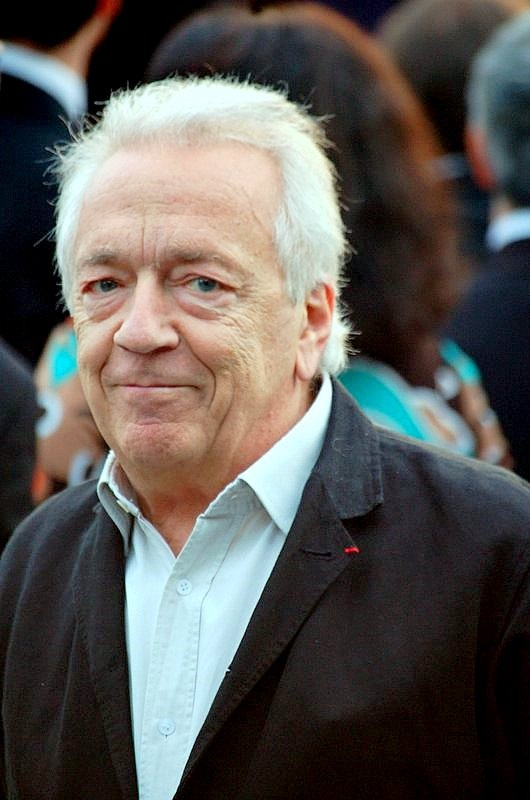

Jean-Pierre Cassel (Parijs, 27 oktober 1932 - aldaar, 19 april 2007) was een Franse acteur.
Cassel werd tapdansend ontdekt op het toneel door Gene Kelly. Hij vroeg hem voor een filmopname die in Parijs zou plaatsvinden. Cassel verwierf vervolgens veel faam in de jaren 50 als held in een aantal komediefilms van Philippe de Broca.
In de jaren 60 en 70 werkte Cassel onder meer Claude Chabrol, Luis Buñuel, Ken Annakin, Gérard Brach, Richard Lester, Sidney Lumet en Joseph Losey. Hij speelde onder andere in de films Les Jeux de l'Amour en Le Farceur.
Twee van Cassels grootste rollen had hij in de jaren 90. In 1990 speelde hij in Vincent & Theo, en in 1994 in Prêt-à-Porter van Robert Altman. In totaal speelde hij in zijn carrière in 110 films. Zo stond hij in 2007 nog in Le scaphandre et le papillon en in 2008 in zijn laatste filmrol in Astérix aux jeux olympiques.
In 2006 keerde Cassel terug naar het toneel. Hij speelde in het stuk Jean-Pierre Cassel chante et danse Gainsbourg Suite als hommage aan de bekende regisseur en zanger Serge Gainsbourg. Cassel kende Gainsbourg vanaf de jaren 50. In het stuk werd een aantal oude nummers van Gainsbourg gezongen, en ook drie eerder gepubliceerde nummers van hem (genaamd "Cliquediclac", "Ouh ! Là là là là" en "Viva la pizza"). Deze nummers waren eigenlijk bedoeld voor een televisie-uitzending in 1964.
Cassel - vader van Vincent Cassel, Mathias Cassel en Cécile Cassel - overleed op 19 april 2007 op 74-jarige leeftijd na een lang ziekbed.

## Filmografie (selectie)
- 1950: Pigalle St-Germain-des-Prés (André Berthomieu)
- 1953: Un acte d'amour (Anatole Litvak)
- 1957: En cas de malheur (Claude Autant-Lara)
- 1958: Le Désordre et la Nuit (Gilles Grangier)
- 1959: La Marraine de Charley (Pierre Chevalier)
- 1960: Les Jeux de l'amour (Philippe de Broca)
- 1960: Le Farceur (Philippe de Broca)
- 1960: Candide ou l'Optimisme au XXe siècle (Norbert Carbonnaux)
- 1961: L'Amant de cinq jours (Philippe de Broca)
- 1961: Goodbye Again (Anatole Litvak)
- 1962: La Gamberge (Norbert Carbonnaux)
- 1962: Les Sept Péchés capitaux (sketchenfilm, episode L'avarice) (Claude Chabrol)
- 1962: Le Caporal épinglé (Jean Renoir)
- 1962: Arsène Lupin contre Arsène Lupin (Edouard Molinaro)
- 1964: Cyrano et d'Artagnan (Abel Gance)
- 1964: Les Plus Belles Escroqueries du monde (sketchenfilm, episode L'Homme qui vendit la tour Eiffel) (Claude Chabrol)
- 1964: Un monsieur de compagnie (Philippe de Broca)
- 1965: Those Magnificent Men in their Flying Machines (or How I Flew from London to Paris in 25 Hours and 11 Minutes) Ken Annakin)
- 1966: Les Fêtes galantes (René Clair)
- 1966: Paris brûle-t-il? (René Clément)
- 1967: Jeu de massacre (Alain Jessua)
- 1969: L'Armée des ombres (Jean-Pierre Melville)
- 1969: Oh! What a Lovely War (Richard Attenborough)
- 1970: L'Ours et la Poupée (Michel Deville)
- 1970: La Rupture (Claude Chabrol)
- 1970: Le Bateau sur l'herbe (Gérard Brach)
- 1971: Malpertuis (Harry Kümel)
- 1972: Le charme discret de la bourgeoisie (Luis Buñuel)
- 1973: The Three Musketeers (Richard Lester)
- 1974: Le Mouton enragé (Michel Deville)
- 1974: Murder on the Orient Express (Sidney Lumet)
- 1974: The Four Musketeers (Richard Lester)
- 1976: Docteur Françoise Gailland (Jean-Louis Bertucelli)
- 1976: Folies bourgeoises (Claude Chabrol)
- 1978: Who Is Killing the Great Chefs of Europe? (Ted Kotcheff)
- 1978: Les Rendez-vous d'Anna (Chantal Akerman)
- 1978: Je te tiens, tu me tiens par la barbichette (Jean Yanne)
- 1980: Le Soleil en face (Pierre Kast)
- 1980: Superman II (Richard Lester)
- 1981: La vie continue (Moshé Mizrahi)
- 1982: La Guérilléra (Pierre Kast)
- 1982: La Truite (Joseph Losey)
- 1983: Vive la sociale ! (Gérard Mordillat)
- 1984: Tranches de vie (François Leterrier)
- 1988: Chouans ! (Philippe de Broca)
- 1988: Mangeclous (Moshé Mizrahi)
- 1988: Toscanini (Franco Zeffirelli)
- 1989: The Return of the Musketeers (Richard Lester)
- 1990: Vincent & Theo (Robert Altman)
- 1991: Fantaghirò (Lamberto Bava)
- 1992: Pétain (Jean Marbœuf)
- 1993: Casque bleu (Gérard Jugnot)
- 1993: Métisse (Mathieu Kassovitz)
- 1994: L'Enfer (Claude Chabrol)
- 1994: Prêt-à-Porter (Robert Altman)
- 1995: La Cérémonie (Claude Chabrol)
- 1998: Le Plus beau pays du monde (Marcel Bluwal)
- 1999: Trafic d'influence (Dominique Farrugia)
- 2000: Sade (Benoît Jacquot)
- 2000: Les Rivières pourpres (Mathieu Kassovitz)
- 2003: Michel Vaillant (Louis-Pascal Couvelaire)
- 2004: Narco (Tristan Aurouet en Gilles Lellouche)
- 2005: Virgil (Mabrouk El Mechri)
- 2005: J'aurais voulu être un danseur (Alain Berliner)
- 2006: Congorama (Philippe Falardeau)
- 2006: Mauvaise Foi (Roschdy Zem)
- 2007: Contre-enquête (Franck Mancuso)
- 2007: Le Scaphandre et le Papillon (Julian Schnabel)
- 2007: Asterix en de Olympische Spelen (Thomas Langmann en Frédéric Forestier)